# Eckartshauser Bach
Der Eckartshauser Bach ist ein rund zwei Kilometer langer Bach im Gebiet der Kleinstadt Ilshofen im Landkreis Schwäbisch Hall im nordöstlichen Baden-Württemberg, der gegenüber Ilshofen von links und Südosten her in die mittlere Schmerach mündet.

## Geographie

### Verlauf
Der Eckartshauser Bach entsteht auf etwa 433 m ü. NHN am Südrand des Ilshofener Dorfes Eckartshausen zwischen der Bahnstrecke Crailsheim–Heilbronn und der Friedrich-List-Straße. Hinter dem Gewerbegebäude mit der Straßennummer 8 beginnt ein zunächst recht unscheinbarer Graben, der dicht neben der Bahnlinie westwärts läuft und sich schon nach etwa 200 Metern nach rechts von ihr abzuwenden beginnt. Zwischen der Liststraße rechts und dem Raiffeisen-Lagergebäude links erreicht er unter einigen ufernahen Bäumen die L 1040, die aus Eckartshausen nach Oberschmerach führt und unterquert diese in westnordwestlicher Richtung, die er nun bis zur Mündung ungefähr beibehält. Auf der anderen Straßenseite durchläuft er zumeist verdolt ein kleines Wohngebiet und unterquert bald auch noch die in Richtung Großallmerspann führende K 2605.
Einen guten halben Kilometer nach seinem Grabenbeginn fließt der Bach nunmehr dauerhaft offen, zunächst unter Bäumen am Lauf. Rechts liegt am Hang eine neuere Siedlung von Eckartshausen um die Straße In den Hausäckern, linksseits innerhalb der Siedlungskontur des Ortes das fast siedlungsfrei gehaltene, recht flache Wiesengewann Hausgärten, mit in etwas Abstand vom Lauf dem Friedhof des Dorfes und seinem Bürgerhaus darin. Am unteren Ende des Gewanns berühren sich die neuere Siedlung rechts und die alte Siedlungszeile entlang der L 1042 in Richtung Ilshofen fast. Der Bach läuft dort an einem kleinen Tümpel am linken Ufer vorbei und wird danach von der Landesstraße gequert. Er passiert auf einem kurzen renaturierten Laufstücke noch einige neuere Häuser in den ehemaligen Steinäckern und lässt dann das Weichbild Eckartshofens ganz hinter sich. Gegenüber den letzten Häusern liegt am rechten Unterhang ein etwas unter 0,1 ha großer Fischteich in einem baumreichen Grundstück.
Der Bach fließt nun lange recht gerade zwischen fast bis ans Ufer reichenden Äckern, begleitet von einem Wirtschaftsweg und von einer lückenhaften Galerie aus kurzen Feldhecken und Einzelbäumen, die offenbar angepflanzt wurden. Etwas 200 Meter vor seiner Mündung wendet er sich, dem Gehölzsaum um den rechts liegenden,1,7 ha großen Rosslaufsee folgend, auf etwas nördlicheren Kurs, passiert einen aufgelassenen kleinen Steinbruch am linken Mündungssporn und mündet dann zwischen dem See und der wenig schmerachabwärts stehenden Kläranlage Ilshofens auf 413,1 m ü. NHN von links in die dort in natürlichen Windungen in einem kleinen Auwaldstreifen laufende mittlere Schmerach. Gegenüber steht am Schmerachtalhang das zentrale Städtchen von Ilshofen.
Der Eckartshauser Bach mündet nach einem 2,3 km langen Lauf mit mittlerem Sohlgefälle von etwa 9 ‰ rund 20 Höhenmeter unterhalb seines Grabenbeginns. Der dann bis zur Mündung beständig offene Laufabschnitt nach der Unterquerung der K 2605 ist nur 1,7 km lang.
Der Bach neigt, je höher am Lauf, desto mehr, zur Austrocknung. Erst nach dem Zufluss des Unteren Bachs hat er eine beständigere Wasserführung.

### Einzugsgebiet
Das Einzugsgebiet des Eckartshauser Bachs ist 2,3 km² groß, es liegt naturräumlich gesehen fast vollständig im Unterraum Haller Ebene der Hohenloher und Haller Ebene; allein seine gewässerferne, unter 0,1 km² große Südostspitze am bewaldeten Sporn Lehenholz gehört zum Unterraum Burgberg-Vorhöhen und Speltachbucht des benachbarten Naturraums Schwäbisch-Fränkische Waldberge. Dort oben befindet sich an einem Wasserreservoir der mit ca. 474 m ü. NHN höchste Punkt des Einzugsgebietes, das größtenteils unter 440 m ü. NHN liegt.
Reihum grenzt dasjenige des Eckartshauser Bachs an die Einzugsgebiete folgender Nachbargewässer:
- Auf der anderen Seite des Lehenholz-Gipfels entsteht hinter einem sehr kurzen Stück südöstlicher Wasserscheide die den Eckartshauser Bach aufnehmende Schmerach in der Wolfsklinge;
- hinter der südsüdöstlichen Wasserscheide fließt der Hohteichbach zur unteren Schmerach;
- im Südsüdwesten entwässert der Kirchwegbach über den Sommerbach wenig abwärts des Eckartshauser Bachs zur Schmerach;
- im Osten konkurriert der Seebeetgraben, der erste linke Zufluss der Schmerach.

Ausgenommen den kleinen Anteil am Wald Lehenholz ist das Einzugsgebiet völlig offen. Die alten Feldhecken wurden durch die Flurbereinigung weithin ausgeräumt, nun gliedern fast nur noch angepflanzte Baumreihen entlang von Wirtschaftswegen und entlang des Gewässerlaufs die Landschaft. Gegenüber den Wiesen dominieren die lange bis ans Ufer herabreichenden Äcker. Wo es nicht durch die Überbauung mit neueren Siedlungen und das Gewerbegebiet verschwunden ist, liegt um das Dorf Eckartshausen ein schmales Weichbild aus Obstwiesen. Das Dorf, in dem der Bach entsteht, ist auch der einzige Siedlungsplatz des Gebietes, das fast vollständig in der Eckartshausener Stadtteilgemarkung von Ilshofen liegt. Nur ein kleiner Mündungszwickel um den untersten Lauf liegt in der zentralen Stadtteilgemarkung von Ilshofen selbst.

### Zuflüsse und Seen
Liste der Zuflüsse und  Seen von der Quelle zur Mündung. Gewässerlänge, Seefläche, Einzugsgebiet und Höhe nach den entsprechenden Layern auf der Onlinekarte der LUBW. Andere Quellen für die Angaben sind vermerkt.
Ursprung des Eckartshauser Bachs auf etwa 433 m ü. NHN zwischen dem Gebäude Friedrich-List-Straße Nr. 8 und der Bahnstrecke Crailsheim–Heilbronn am südlichen Siedlungsrand von Ilshofen-Eckartshausen.
- (Graben aus dem Gewann Hausgärten), von links und Süden 424 m ü. NHN, wenig über 0,1 km[LUBW 9] und ca. 0,4 km².[LUBW 10] Entsteht auf etwa 425 m ü. NHN neben einem parallel laufenden Weg in den Hausgärten.
- Passiert kurz vor dem nächsten auf etwa 423 m ü. NHN einen Kleinteich, deutlich unter 0,1 ha.[LUBW 11]
- Unterer Bach[LUBW 12], von links und Osten auf etwa 423 m ü. NHN am Nordrand von Eckartshausen, 0,4 km und ca. 0,5 km².[LUBW 10] Entsteht auf etwa 429 m ü. NHN an der K 2605 und läuft dem nördlichen Siedlungsrand Eckartshausens entlang.
- Passiert gegenüber den letzten Häusern Eckartshausens einen Fischteich auf etwa 426 m ü. NHN am rechten Unterhang, unter 0,1 ha.
- Passiert kurz vor der Mündung den auf 415 m ü. NHN[LUBW 13] wenig rechts im oberen Mündungswinkel mit der Schmerach liegenden Rosslaufsee[2], 1,7 ha.

Mündung des Eckartshauser Bachs von links und zuallerletzt Südsüdosten auf 413,1 m ü. NHN in die mittlere Schmerach dicht am Rosslaufsee und wenig vor der Kläranlage des gegenüber am Hang liegenden Ilshofen. Der Eckartshauser Bachs ist ca. 2,3 km lang und hat ein 2,3 km² großes Einzugsgebiet.

## Geologie
Der Gipskeuper (Grabfeld-Formation), die am Anstieg zu den Waldbergen im Süden ausstreichende mesozoische Schicht, zieht sich bis an den Süd- und Südostrand von Eckartshausen. Dort beginnt dann der Lettenkeuper (Erfurt-Formation), der fast bis zur Mündung hinab an den Hängen und auf dem Talgrund liegt. Dem Rosslaufsee links gegenüber gibt es einen kleinen Zwickel von Oberem Muschelkalk am Hang, der in einem kleinen, heute verfüllten Steinbruch abgebaut wurde.
Über diesen erdgeschichtlich älteren Schichten oder in sie eingetieft liegen im Süden Schwemmlandstreifen, die auf die Hausgärten innerhalb von Eckartshausen konvergieren, offenbar beidseits alter Zuläufe, die auf einer älteren Karte noch als periodisch wasserführende Gräben eingetragen sind, und von denen heute außer Geländesenken und dem kurzen Grabenzulauf in den Hausgärten nichts geblieben ist. Etwas nach dem Dorf setzt ein schmales holozänes Auenlehmband um den Bach ein, das bis an die Mündung reicht. Auf den begleitenden Hügelrücken liegt auf den mesozoischen Schichten teilweise Lösssediment aus quartärer Ablagerung.

### LUBW
Amtliche Online-Gewässerkarte mit passendem Ausschnitt und den hier benutzten Layern: Lauf und Einzugsgebiet des Eckartshauser Bachs

Allgemeiner Einstieg ohne Voreinstellungen und Layer: Daten- und Kartendienst der Landesanstalt für Umwelt Baden-Württemberg (LUBW) (Hinweise)
1. ↑  In den einschlägigen Layern Gewässernetz und Gewässername ist der Bach als Eckertshauser Bach aufgeführt, was angesichts der Schreibweise des Ortsnamens Eckartshausen sicher ein Fehler ist, vielleicht begünstigt dadurch, dass der zweite, unbetonte Vokal von Ort wie Bach im lokalen Dialekt nur als Schwa ausgesprochen wird.
2. 1 2 3  Höhe nach dem Höhenlinienbild auf dem Hintergrundlayer Topographische Karte.
3. 1 2  Höhe nach grauer Beschriftung auf dem Hintergrundlayer Topographische Karte.
4. 1 2  Länge nach dem Layer Gewässernetz (AWGN), ergänzt um ein kleines, auf der Gewässerkarte nicht berücksichtigtes Anfangsstück, das auf dem Hintergrundlayer Topographische Karte abgemessen wurde.
5. 1 2 3  Einzugsgebiet nach dem Layer Basiseinzugsgebiet (AWGN).
6. 1 2  Länge nach dem Layer Gewässernetz (AWGN).
7. ↑  Natur teilweise nach dem Layer Biotop.
8. ↑  Seefläche nach dem Layer Stehende Gewässer.
9. ↑  Länge abgemessen auf dem Hintergrundlayer Topographische Karte.
10. 1 2  Einzugsgebiet abgemessen auf dem Hintergrundlayer Topographische Karte.
11. ↑  Seefläche abgemessen auf dem Hintergrundlayer Topographische Karte.
12. ↑  Name des Unteren Bachs nach dem auf dem Layer Liegenschaft und Gewässer ablesbaren gleichen Gewannnamen am Beginn seiner schon vor dem Laufbeginn einsetzenden Talmulde.
13. ↑  Höhe nach blauer Beschriftung auf dem Hintergrundlayer Topographische Karte.

### Andere Belege
1. ↑  Wolf-Dieter Sick: Geographische Landesaufnahme: Die naturräumlichen Einheiten auf Blatt 162 Rothenburg o. d. Tauber. Bundesanstalt für Landeskunde, Bad Godesberg 1962. → Online-Karte (PDF; 4,7 MB)
2. ↑  Name des Rosslaufsees nach UZ-Info 1/02 (PDF; 4,2 MB) des Umweltzentrums Kreis SHA e. V., Seite 3. Das Gewann ist auf Karten mit dem Namen Roßlauf beschriftet.
3. ↑  Vergleiche die konvergenten Schwemmlandzungen im Süden von Eckartshausen mit den gestrichelten Gräben auf dem Meßtischblatt 6825 Ilshofen von 1937 in der Deutschen Fotothek
4. ↑  Geologie nach den Layern zu Geologische Karte 1:50.000 auf: Mapserver des Landesamtes für Geologie, Rohstoffe und Bergbau (LGRB) (Hinweise)